# NEPA Lagos FC
NEPA Lagos FC – nigeryjski klub piłkarski z siedzibą w mieście Lagos, działający w latach 1951–1997, grający niegdyś w nigeryjskiej pierwszej lidze. Klub wcześniej nosił nazwę Lagos ECN.

## Sukcesy
- Puchar Nigerii[1]:
  - zwycięstwo (3): 1960, 1965, 1970

## Reprezentanci kraju grający w klubie
Stan na styczeń 2023.
- Godwin Achebe
- Segun Adeleke
- Rabiu Afolabi
- Alloysius Agu
- Shedrack Ajaero
- Waidi Akanni
- Julius Akpele
- Samuel Ayorinde
- Joseph Bassey
- Sebastian Broderick
- Ndubuisi Egbo
- Emmanuel Ekwueme
- Joseph Erico
- Peter Fregene
- Paul Hamilton
- David Ngodigha
- Augustine Oduah
- Burniston Olayombo
- Henry Onwuzuruike
- Kenneth Zeigbo